# Robinson, Texas
Robinson là một thành phố thuộc quận McLennan, tiểu bang Texas, Hoa Kỳ. Năm 2010, dân số của xã này là 10509 người.

## Dân số
- Dân số năm 2000: 7845 người.
- Dân số năm 2010: 10509 người.